# 渡貫太公

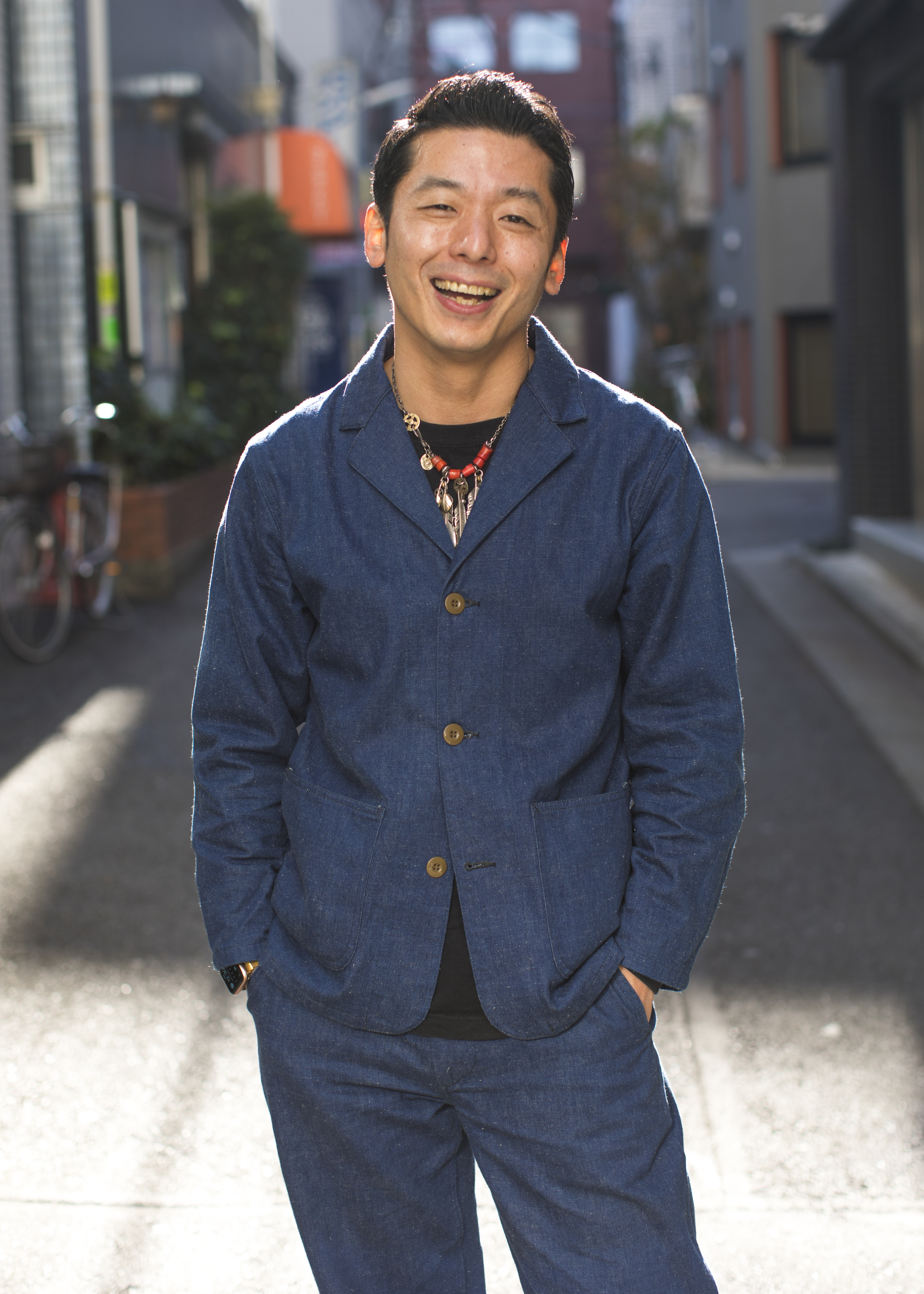

渡邊 卓(わたなべ たく、1981年3月13日 - ）は、日本の俳優、プロデューサー、ミュージシャン。2014年11月まで「メロウロップス」に所属、その後A-TeamグループのA-Lightに所属していたが2021年2月よりフリー。愛知県名古屋市（出生から2歳までと、25歳から31歳までアメリカカリフォルニア州）出身。血液型A型。2015年から渡貫 太公（わたぬき たく）として活動していたが、現在は本名の渡邊 卓として活動している。3年B組金八先生の生徒役や、NHKFMシアター『奇跡の星』2004年(平成16年)文化庁芸術祭ラジオ部門芸術祭大賞受賞作品の主役などを務めた。現在は、2020年に立ち上げた自身が主催する映像制作チーム「HORISHIRO」にて俳優・プロデューサーをつとめ、国内外の映画祭に出品し賞を受賞するなど、精力的に活動を行っている。

## 経歴
- 1995年人気ドラマシリーズ3年B組金八先生生徒役でデビュー。
- 2004年NHKFMシアター『奇跡の星』主演
- 2006年より渡米、在米中はミュージシャン（Funky Aのボーカリスト）としても活動
- 2012年より日本での俳優活動を再開。
- 2020年より自身の映像制作クルー「HORISHIRO」を立ち上げ、オリジナル短編作品を制作し、インドやイタリア、カナダなどの映画祭にて入選、入賞実績を獲得。
- 2021年に制作した短編映画「まっかな嘘」は《ゆうばり国際ファンタスティック映画祭（2022）》国際短編部門にノミネート、TAMA映画祭内にて開催されている《TAMA NEW WAVE》「ある視点部門」に入選している。

## 出演

### テレビドラマ

#### NHK
- 「天花」 (高田行夫役)

#### NTV
- 「サイコメトラーEIJI」（チーマー役）
- 「メッセージ」結城学役

#### TBS
- 「3年B組金八先生」（坂田拓也役）[1]
  - 第4シリーズ（1995年10月-1996年3月）
  - スペシャル9「子供を救え! 大人達よ立ち上がれ」（1998年）
  - 第5シリーズ第8話「アノ事件の主役…」（1999年）
  - 3年B組金八先生ファイナル〜「最後の贈る言葉」（2011年）
- 「ストロベリー・オンザ・ショートケーキ」 レギュラー（不良役）
- 「一人ぼっちの君に」（チーマー役）
- 「戦友」（ヨシオ役）
- 「渡る世間は鬼ばかり」（不良役）
- 「QUIZ」（スケーター役）
- 「美しい人」（チーマー役）
- 「天国に一番近い男」（不良役）
- 「ヤンキー母校に帰る」レギュラー（小暮太一役）
- 「ブラックジャックによろしくSP」（桜井役）
- 「Mの悲劇」（薮本役）
- 「灰の迷宮」（トラック運転手役）
- 「潜入探偵トカゲ」（鷲尾実役）
- 「ウロボロス〜この愛こそ、正義。」（2015年1月16日）

#### CX
- 「太陽は沈まない」 レギュラー （溝口建司役）[2]
- 「ランチの女王」 （青年役）
- 「ダブルスコア」 （岡沢卓夫役）
- 「メッセージ」 （結城学役）
- 「いつもふたりで」（AD役）
- 「リターンマッチ」 （岡野一役）

#### WOWOW
- ドラマW「プラージュ〜訳ありばかりのシェアハウス〜」ヒロシ役

#### ANB
- 「はぐれ刑事純情派」（矢野真一役）
- 「救急救命士・牧田さおり 緊急出動！死者からの119番！？」（村瀬役）
- 「黒服物語」（スネーク椿役）

### ラジオ
- 青春アドベンチャー 「レヴォリューションNO.3」（2003年3月31日 - 4月11日、NHK-FM） - アギー 役[3]
- FMシアター 「奇跡の星」（2004年4月24日、NHK-FM） - 主演・純一 役[4]　※平成16年度文化庁芸術祭ラジオ部門芸術大賞受賞作[5]
- FMシアター 「父も恋する」（2005年5月7日、NHK-FM）[6]
- 青春アドベンチャー 「精霊の守り人」（2006年8月7日 - 18日、NHK-FM）[7]

### 舞台
- 「がしんたれ」於：芸術座 (和吉 主役)
- 「滝の白糸」於：帝国劇場 （吉公役）
- 「波の鼓」於：帝国劇場 （文六役）
- 「3年B組金八先生〜夏休みの宿題〜」（荒井猛役）

### 映画
- 「CROSS」監督：大森美香（サトシ役）
- 「夢追いかけて」監督：花堂淳次
- 「1980」監督：ケラリーノ・サンドロヴィッチ（金子役）
- 「不良少年（ヤンキー）の夢」監督：花堂純次（持丸建治役）
- 「THE OUTSIDER」監督：マーチン・サントフリート

## 受賞歴
- 「In Rainbows」(HORISHIROオリジナルショートムービー) / 7th Art Independent International Film Festival アワードオブメリット受賞 ( 2020年12月5日）開催国：インド
- 「In Rainbows」(HORISHIROオリジナルショートムービー) / Crown Wood International Film Festival 入選 (2020年12月21日) 開催国：インド
- 「In Rainbows」(HORISHIROオリジナルショートムービー) / Montreal Independent Film Festival 入選 (2020年12月15日）開催国：カナダ
- 「In Rainbows」(HORISHIROオリジナルショートムービー) / Altrimondi Film Festival 入選（2020年12月10日）開催国：イタリ
- 「まっかな嘘」(HORISHIROオリジナルショートムービー：2021年制作) / ゆうばり国際ファンタスティック映画祭　入選（2022年7月）開催国：日本
- 「まっかな嘘」(HORISHIROオリジナルショートムービー：2021年制作) /TAMA NEW WAVE：ある視点部門　入選（2022年11月）開催国：日本